# 現在撥打的電話
《現在撥打的電話》（韓語：지금 거신 전화는，英語：是韩国MBC于2024年11月22日至2025年1月4日間播出的金土连续剧，改编自同名KakaoPage网络小说，由《憂鬱症》的编剧金芝雲与《禁婚令，朝鮮婚姻禁止令》的导演朴相禹合作打造，柳演錫、蔡秀彬、許楠儁和張圭悧主演。
海外OTT平台由Netflix同步跟播。

## 剧情概要
一對政治聯姻三年，彼此沒有任何交流、不一起吃飯、不對話的「櫥窗夫婦」，被一通綁架犯的恐嚇電話打破了平靜的生活，兩人決定要改變現況而展開的火熱羅曼史。

## 演员阵容

### 主要人物
- 柳演錫（童年：李在濬） 饰演 白司彥／白唯戀

最年轻的总统室发言人，曾是戰地随军记者、人质谈判专家和电视台当家新闻主播，現是備受關注的政治精英。不為人知的身份，是被白家父母當作替身的孩子，一直被逼著過自己不喜歡的生活，因此視洪熙珠為人生的一切。
- 蔡秀彬（童年：申妍雨） 饰演 洪熙珠

青雲日報會長的繼女兒、白司彥的妻子，患有選擇性緘默症，是位实力出色的手语翻译師。小時候去遊樂園時發生車禍，媽媽因為姐姐耳聾、弟弟身亡，要求熙珠不能安然無恙，逼迫她不能開口說話。
- 許楠儁（童年：姜智勇） 饰演 池相祐

充满魅力的精神健康医学科专家兼YouTuber，是洪熙珠的大學學長並暗戀著她。小時候在信一育幼院不僅碰過奇怪的事、朋友也陸續失蹤，因此決心要解開這謎團。
- 張圭悧 饰演 罗柳悧

熱情開朗、毕业于名牌大学的电视台新闻主播。身為白司彥的后辈十分仰慕他，之後與池相祐相識相知。

### 白司彥的家人
- 俞成柱 饰演 白义勇

白司彥的父亲，下届总统大选的有力竞争者。对权力充满野心，與儿子白司彦關係不佳，但想藉由他的公眾信赖度與好感度，不择手段地在大选中抓住胜机。
- 秋相微 饰演 沈揆进

白司彥的母亲，出身于教育名门世家，拥有犯罪心理学家和谈判专家的资历，致力于将丈夫白义勇打造成总统。曾因生出怪物而痛心，但發現兒子尚在人世後，為了保護他而一錯再錯。
- 鄭東煥 饰演 白莊昊

白义勇的父亲、白司彥的祖父（實為父親），巨头政治家。因為洪幼鎮（因娥與熙珠的弟弟）看到了他想隱瞞的那個孩子的臉，所以製造了當年的車禍。

### 洪熙珠的家人
- 韓材利（童年：尹瑞妍） 饰演 洪因娥

青雲日報家大女兒、洪熙珠的继姐，白司彥原先的未婚妻。小時候發生車禍後耳聾，知道熙珠媽媽逼迫熙珠不能講話，但因為不希望只有自己悲慘，所以沉默以對。在婚礼前一天突然消失讓熙珠成为她的替补，三年後突然回國並治好了耳聾，想幫助熙珠了解真相，並希望她再次開口說話，最後向熙珠真誠的道歉。
- 崔光一 饰演 洪一景

洪熙珠的继父、洪因娥的父親、《青云日报》会长，當年為了利益交換而與白莊昊有個不為人知的約定。
- 吳賢慶 饰演 金延熙

洪一景的第二任妻子、洪熙珠的母亲。曾是一名歌厅歌手，通过与洪一景再婚逆转人生。不希望熙珠活得跟她一樣辛苦，所以逼迫熙珠用她希望的方式生活，最後發現自己的錯誤，意識到已很久沒看過熙珠的笑臉。
- 朴元相 饰演 罗进哲

洪熙珠的生父，曾是金延熙驻唱歌厅的主持人，因患阿爾茨海默病而住进疗养院。

### 總統府裡的職員
- 林徹洙 饰演 姜瑛祐

总统发言人室課长，常吃朴導材的醋、又常做一些讓人啼笑皆非的事，但是位愛老婆的男人。
- 崔宇振（童年：朴多溫） 饰演 朴导材／尹民聖

辅佐白司彥的特定職行政官，像特工一样无所不能地完美处理指示人物，被称为“小白司彥”。實際身分是信一育幼院失蹤案裡的雙胞胎弟弟、綁架犯的幕後共犯。以為白司彥是殺害哥哥的真兇所以蓄意接近，但相處越久越開始懷疑他不是自己要報復的對象，最後幫助白司彥抓住真兇，並繼續留在身邊輔佐他。
- 鄭旨桓 饰演 郑元彬

总统室新人手语翻译，拥有帅气的外貌和滑头滑脑的性格。

### 其他人物
- 高尚镐 饰演 张赫镇

出入总统室的记者，和白司彥看似是冤家，但两人实际是独一无二的朋友。
- 金俊裴 饰演 鄭商訓／鄭真碩

钓鱼场老板，他没有家人、没有朋友、没有邻居，负责给偶尔来钓鱼的白莊昊处理各种善后工作，養大了沒有血緣關係的白司彥和白莊昊要求殺掉的孩子。
- 洪书俊 饰演 闵道基

负责管理白家大小事务的资深管家兼白义勇的私人秘书。办事严谨，曾深受白莊昊的信任，對一些看不過去的事有自己的判斷。
- 杨祖雅 饰演 韩真理

手语翻译中心長，对洪熙珠而言如同亲姐姐的存在。
- 朴在潤 饰演 綁架犯

白義勇和沈揆進真正的孩子，生性殘暴，難以控制情緒，擁有異色曈。
- 李斗石 飾演 姜亨哲

城廊警察署重案組刑警，負責偵辦白司彥的案件。

## 分集
| 集數 | 標題                                                                                         | 首播日期       | 南韓收視人數 （百萬） |
| ---- | -------------------------------------------------------------------------------------------- | -------------- | --------------------- |
| 1    | 還知道我的妻子是誰嗎……？ 내 아내가 누군지 알기나 해..?                                       | 2024年11月22日 | 0.852                 |
| 2    | 最近，有太多難以理解的事。 요즘, 이해 안 가는 일 투성이야.                                   | 2024年11月23日 | 0.855                 |
| 3    | 你有多瞭解我？ 나에 대해선 얼마나 알아?                                                      | 2024年11月29日 | 0.942                 |
| 4    | 洪熙珠……能發出聲音。 홍희주가...소리를 내.                                                   | 2024年11月30日 | 1.020                 |
| 5    | 你沒有嗎？瞞著我的事？ 당신은 없어요? 나한테 감추고 있는 거?                                 | 2024年12月13日 | 1.054                 |
| 6    | 我全都能給她。如果熙珠想要。無論多少我都能給。 다 줄 수 있습니다. 희주가 원한다면. 얼마든지. | 2024年12月14日 | 1.343                 |
| 7    | 最重要的是那傢伙的臉，你看見了嗎？ 제일 중요한 그놈 얼굴, 봤습니까?                          | 2024年12月20日 | 1.048                 |
| 8    | 別隱藏起來。讓我看到一切。 감추지 말고.. 다 보여줘요.                                        | 2024年12月21日 | 1.248                 |
| 9    | 現在輪到我了……輪到我保護白司彥…… 이제 내 차례야.. 내가 백사언을 지킬 차례...                 | 2024年12月27日 | 1.130                 |
| 10   | 一次也好……我想保護你。 나도 한 번은.. 당신을 지키고 싶다고.                                  | 2024年12月28日 | 1.380                 |
| 11   | 如果要賭上我的人生與你相愛和幸福…… 너와의 사랑과 행복에 내 인생을 걸었더라면...              | 2025年1月3日   | 1.469                 |
| 12   | 他消失了。 그가 사라졌다.                                                                    | 2025年1月4日   | 1.652                 |

### 播出
由於時任韓國總統尹錫悅宣布戒嚴而引發爭議與彈劾案，12月6日、7日均因轉播新聞特報而暫停播出。

## 原聲帶
- Part.1（發行日期：2024年11月30日）[26][27]

| 曲序 | 曲目                   | 演唱           | 时长 |
| ---- | ---------------------- | -------------- | ---- |
| 1.   | See The Light          | 任炫植（BTOB） | 3:08 |
| 2.   | See The Light（Inst.） |                | 3:08 |

- Part.2（發行日期：2024年12月7日）[28][29]

| 曲序 | 曲目          | 演唱     | 时长 |
| ---- | ------------- | -------- | ---- |
| 1.   | Numb（숨）    | Lim Yeon | 3:22 |
| 2.   | Numb（Inst.） |          | 3:22 |

- Part.3（發行日期：2024年12月14日）[30]

| 曲序 | 曲目                 | 演唱  | 时长 |
| ---- | -------------------- | ----- | ---- |
| 1.   | Hear Me Out          | Suran | 3:44 |
| 2.   | Hear Me Out（Inst.） |       | 3:44 |

- Part.4（發行日期：2024年12月21日）[31][32]

| 曲序 | 曲目                                        | 演唱         | 时长 |
| ---- | ------------------------------------------- | ------------ | ---- |
| 1.   | May I Love You?（내가 사랑해도 괜찮을까요） | 재연（SWAY） | 3:53 |
| 2.   | May I Love You?（Inst.）                    |              | 3:53 |

- Part.5（發行日期：2024年12月28日）[33][34]

| 曲序 | 曲目                   | 演唱            | 时长 |
| ---- | ---------------------- | --------------- | ---- |
| 1.   | I Feel It Now          | 輝人（MAMAMOO） | 3:56 |
| 2.   | I Feel It Now（Inst.） |                 | 3:56 |

- Part.6（發行日期：2025年1月4日）[35][36]

| 曲序 | 曲目                 | 演唱   | 时长 |
| ---- | -------------------- | ------ | ---- |
| 1.   | Say My Name          | 柳演錫 | 3:35 |
| 2.   | Say My Name（Inst.） |        | 3:35 |

## 收視率
《現在撥打的電話》於2024年11月22日在韓國地上波MBC開播，首集取得5.5%的收視率，分段收視最高達6.1%，低於前一檔《如此親密的背叛者》的開播收視（5.6%）與完結收視（9.6%），也低於同屬地上波的SBS於同時段播映的《熱血司祭2》。第2集創下自身最低收視4.7%，分段收視最高達5.9%。第11集以8.3%的收視率位居同時段收視冠軍，瞬間收視最高達10.5%；最終第12集則創下自身最高收視8.6%，瞬間收視最高達10.1%，20至49歲收視達3.1%，並連續3集、連續5週收視上漲。
與其他同期播映的週末劇相比，本劇收視除了低於《熱血司祭2》，也低於同屬地上波的KBS 2TV週末劇《熨斗家族》、SBS金土劇《我的完美秘書》，但高於有線電視的tvN土日劇《愛在獨木橋》、《問問星星吧》，以及綜合編成頻道的Channel A土日劇《結婚吧You》、《Check-In 漢陽》；並與綜合編成的JTBC土日劇《玉氏夫人傳》產生拉鋸，其中僅有1集高於該劇，其餘3集均被該劇超越。
| 季數 | 季數 | 每季集數 | 每季集數 | 每季集數 | 每季集數 | 每季集數 | 每季集數 | 每季集數 | 每季集數 | 每季集數 | 每季集數 | 每季集數 | 每季集數 |
| 季數 | 季數 | 1        | 2        | 3        | 4        | 5        | 6        | 7        | 8        | 9        | 10       | 11       | 12       |
| ---- | ---- | -------- | -------- | -------- | -------- | -------- | -------- | -------- | -------- | -------- | -------- | -------- | -------- |
|      | 1    | 0.852    | 0.855    | 0.942    | 1.020    | 1.054    | 1.343    | 1.048    | 1.248    | 1.130    | 1.380    | 1.469    | 1.652    |

| 集數 | 標題                                           | 播出日期       | 尼爾森全國收視率 | 尼爾森全國收視率 | 尼爾森首都圈收視率 | 尼爾森首都圈收視率 |
| 集數 | 標題                                           | 播出日期       | 家庭戶比例       | 人數（百萬）     | 家庭戶比例         | 人數（百萬）       |
| ---- | ---------------------------------------------- | -------------- | ---------------- | ---------------- | ------------------ | ------------------ |
| 1    | 還知道我的妻子是誰嗎……？                       | 2024年11月22日 | 5.5%             | 0.852            | 5.4%               | 0.557              |
| 2    | 最近，有太多難以理解的事。                     | 2024年11月23日 | 4.7%             | 0.855            | 4.8%               | 0.530              |
| 3    | 你有多瞭解我？                                 | 2024年11月29日 | 6.0%             | 0.942            | 5.6%               | 0.548              |
| 4    | 洪熙珠……能發出聲音。                           | 2024年11月30日 | 5.7%             | 1.020            | 6.0%               | 0.679              |
| 5    | 你沒有嗎？瞞著我的事？                         | 2024年12月13日 | 5.9%             | 1.054            | 5.3%               | 0.596              |
| 6    | 我全都能給她。如果熙珠想要。無論多少我都能給。 | 2024年12月14日 | 6.9%             | 1.343            | 6.4%               | 0.785              |
| 7    | 最重要的是那傢伙的臉，你看見了嗎？             | 2024年12月20日 | 6.0%             | 1.048            | 5.1%               | 0.606              |
| 8    | 別隱藏起來。讓我看到一切。                     | 2024年12月21日 | 7.0%             | 1.248            | 6.8%               | 0.798              |
| 9    | 現在輪到我了……輪到我保護白司彥……               | 2024年12月27日 | 6.4%             | 1.130            | 6.0%               | 0.733              |
| 10   | 一次也好……我想保護你。                         | 2024年12月28日 | 7.5%             | 1.380            | 7.4%               | 0.839              |
| 11   | 如果要賭上我的人生與你相愛和幸福……             | 2025年1月3日   | 8.3%             | 1.469            | 8.8%               | 1.001              |
| 12   | 他消失了。                                     | 2025年1月4日   | 8.6%             | 1.652            | 8.5%               | 1.047              |
| 特輯 |                                                |                |                  |                  |                    |                    |
| 1    | 搶先看                                         | 2024年11月10日 | 0.7%             | —                | —                  | —                  |
| 2    | 搶先看                                         | 2024年11月10日 | 0.5%             | —                | —                  | —                  |

## 話題性排行
電視劇
| 日期      | 佔有率 | 排名 |
| --------- | ------ | ---- |
| 11月第3週 | 15.44% | 2    |
| 11月第4週 | 17.82% | 1    |
| 12月第1週 | 9.93%  | 4    |
| 12月第2週 | 13.18% | 3    |
| 12月第3週 | 14.91% | 1    |
| 12月第4週 | 9.30%  | 2    |
| 1月第1週  | 12.78% | 2    |

演員
| 11月第3週 | 4 | 5 |
| 11月第4週 | 1 | 2 |
| 12月第1週 | 7 | 8 |
| 12月第2週 | 2 | 4 |
| 12月第3週 | 1 | 3 |
| 12月第4週 | 1 | 4 |
| 1月第1週  | 1 | 5 |

## 奖项荣誉
| 年份   | 颁奖礼      | 奖项             | 入围者         | 结果 |
| ------ | ----------- | ---------------- | -------------- | ---- |
| 2024年 | MBC演技大奖 | 大奖             | 柳演錫         | 提名 |
| 2024年 | MBC演技大奖 | 最佳情侣奖       | 柳演錫、蔡秀彬 | 獲獎 |
| 2024年 | MBC演技大奖 | 男子最優秀演技獎 | 柳演錫         | 獲獎 |
| 2024年 | MBC演技大奖 | 女子優秀演技獎   | 蔡秀彬         | 獲獎 |
| 2024年 | MBC演技大奖 | 男子新人獎       | 許楠儁         | 獲獎 |

## 備註
1. ↑  「特定職」是韓國文官制度依據特定人事法規進用的非永業制公務員。[7][8]